# Ganadalu, Dod Ballapur
Ganadalu là một làng thuộc tehsil Dod Ballapur, huyện Bangalore Rural, bang Karnataka, Ấn Độ.